# Lorena Astudillo
Lorena Astudillo (Buenos Aires, 18 de febrero de 1968) es una cantante, compositora de música folclórica, licenciada en psicología y docente de canto.
Tiene un camino artístico exitoso de más de 20 años en su país, 6 discos editados de folclore argentino y latinoamericano que han tenido gran reconocimiento y aceptación de público y prensa.

## Biografía
Nació en Buenos Aires. Estudió con docentes del ámbito nacional e internacional. Durante más de quince años fue alumna del director coral tucumano Andrés Aciar (n.1962).

## Trayectoria artística
Ha compartido escenarios con reconocidos músicos:
- Peteco Carabajal
- Raúl Carnota
- Rita Cortese
- Juan Falú
- Hugo Fattoruso
- La colombiana Marta Gómez
- Víctor Heredia
- Liliana Herrero
- Jairo
- César Isella
- Chiqui Ledesma
- Franco Luciani
- Daniel Maza
- Teresa Parodi
- Carolina Peleritti
- Melania Pérez
- Daniel Rabinovich
- La española Olga Román y
- Las venezolanas Las Brujas y Zuzón

En 2015 ―dieciséis años después de grabar su primer álbum, Lorena canta al Cuchi (1998)―, Lorena Astudillo volvió a interpretar la obra del compositor salteño Gustavo Cuchi Leguizamón con una orquesta de cámara bajo la dirección de Patricio Villarejo (violonchelo, arreglos y dirección), Matías Furio (percusión), Constanza Meinero (piano), Marcos Di Paolo (guitarra criolla), Anna Wetzig (violín), Carlos Cosattini (violín), Carolina Mabel Folger (viola) y Lucas Homer (contrabajo).
En el 2015 ganó el prestigioso Premio Konex como “Mejor cantante femenina de folclore de la década”.
En 2017 edita su disco "El Cuchi de cámara" en el cual realiza una fusión entre los temas y elementos del folklore con su otra pasión: la música de cámara.
Actualmente, luego de una exitosa gira de presentaciones en España y Francia, se encuentra en proceso de producción de su 7º disco “Crisálida” compuesto en su totalidad por temas de propia autoría. Y también ha ideado y produce el ciclo “Cantautoras” La nueva canción argentina en manos y voces de mujeres, donde suceden encuentros de diversas cantautoras argentinas, sucede  la propia autoría, la comunión de voces y espíritus de mujeres que cantan, componen y se acompañan instrumentalmente.

## Discografía
Ha grabado seis discos:

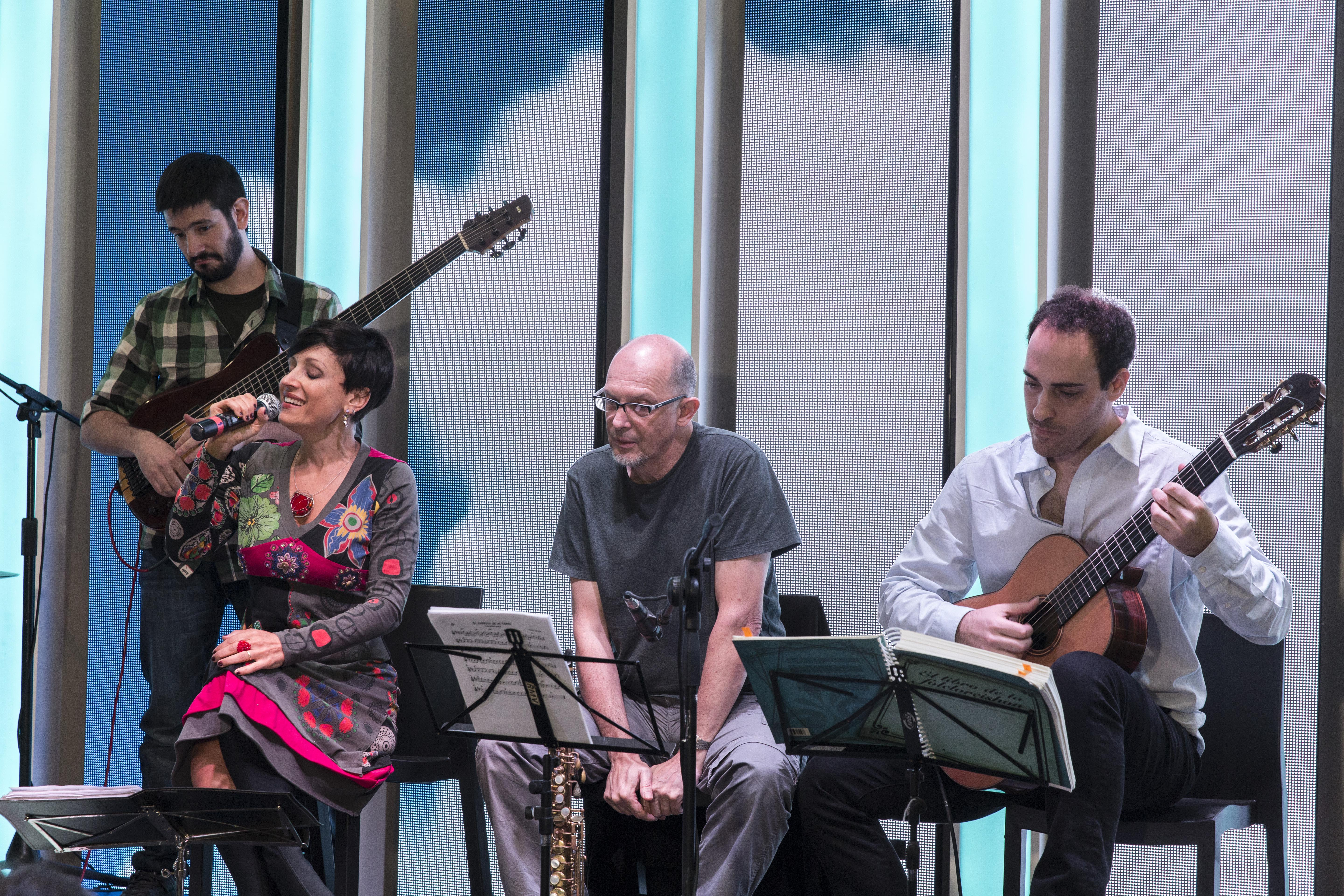
Lorena Astudillo en la presentación del libro Folcloréishon, en la 41.ª Feria Internacional del Libro de Buenos Aires, 24 de abril de 2015, junto con los músicos Federico Beilinson, Pablo Gindre y Joaquín Zaidman.

- 1998: Lorena canta al Cuchi. Es la primera artista femenina que graba un disco dedicado exclusivamente a la obra del Cuchi Leguizamón.[2]
- 2003: Ojos de agua; álbum nominado al premio Clarín como «revelación de folclore».[2]
- 2007: Tras de una larga ausencia, con Lilián Saba; Imaginary South Records; álbum nominado al premio Clarín como «revelación de folclore».[2]
- 2010: Solo los dos; folclor argentino y música rioplatense, grabado con Daniel Maza.[2][8]
- 2014: Un mar de flores, con Osvaldo Burucua, Hugo Fattoruso, Rudi y Nini Flores, Pablo Fraguela, Ramiro Gallo, Jorge Giuliano, Daniel Maza, Lilián Saba y Eduardo Spinassi.[5] Casi todas son obras de su autoría[2] Nominado a los Premios Gardel 2014 como «mejor álbum de artista femenina de folclor.[2][9]
- 2017: El Cuchi de cámara, bajo la dirección de Patricio Villarejo (violonchelo, arreglos y dirección), Matías Furio (percusión), Constanza Meinero (piano), Marcos Di Paolo (guitarra criolla), Anna Wetzig (violín), Carlos Cosattini (violín), Carolina Mabel Folger (viola) y Lucas Homer (contrabajo)